# Plaisance (arrondissement)
Plaisance (Haïtiaans-Creools: Plezans) is een arrondissement van het Haïtiaanse departement Nord, met 124.000 inwoners inwoners. De postcodes van dit arrondissement beginnen met het getal 17.
Het arrondissement Plaisance bestaat uit de volgende gemeenten:
- Plaisance (hoofdplaats van het arrondissement)
- Pilate